# Interstate 71
Die Interstate 71 (kurz I-71) ist ein Interstate Highway im Mittleren Westen der Vereinigten Staaten. Sie beginnt an den Interstates 64 und 65 in Louisville und endet an der Interstate 90 in Cleveland.

## Längen
| Meilen | km  | Staat    |  |
|        |     |          |  |
| 97     | 156 | Kentucky |  |
| 248    | 399 | Ohio     |  |
|        |     |          |  |
| 345    | 556 | Total    |  |

## Wichtige Städte

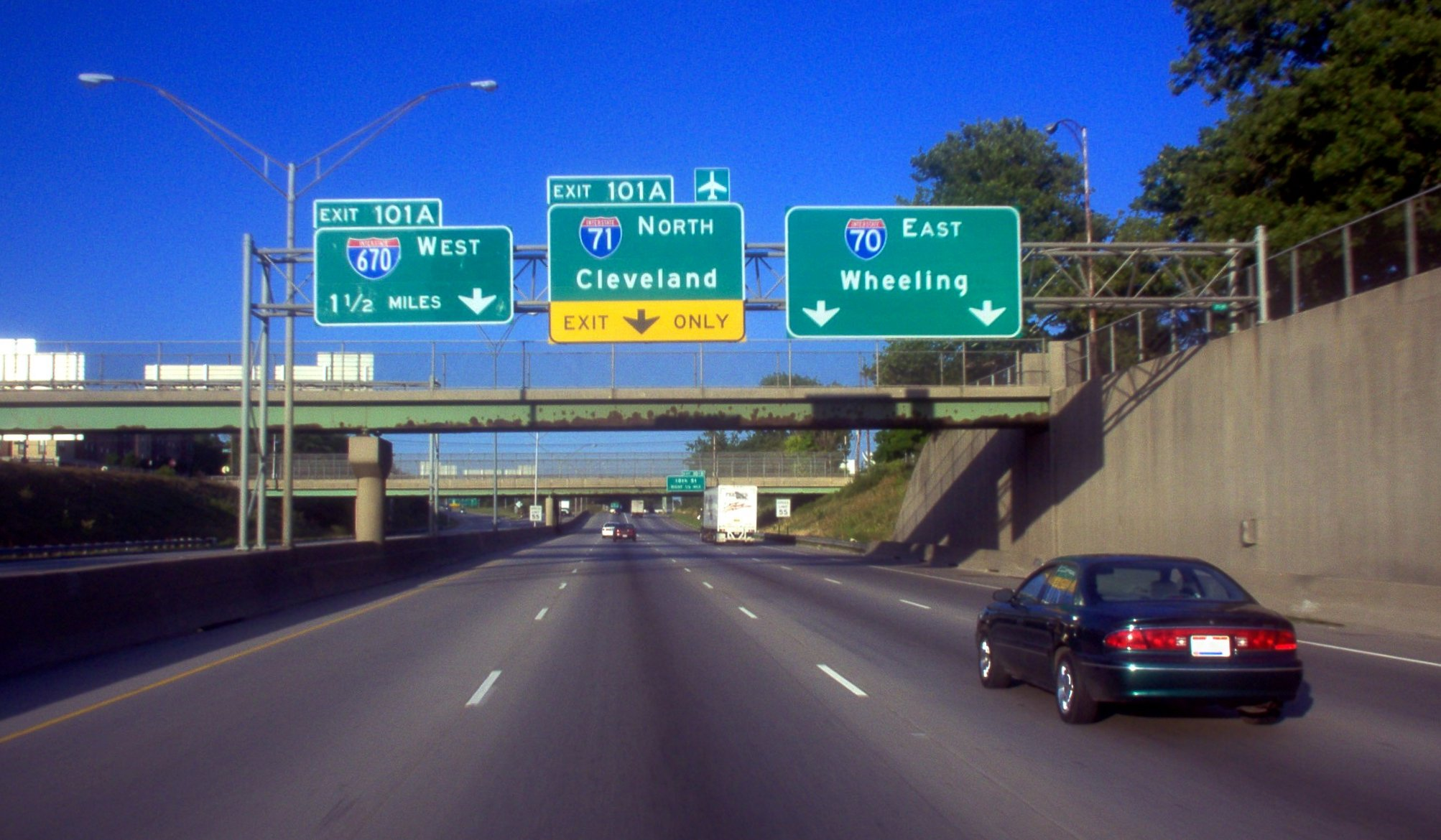
Ausfahrt Cleveland auf I-70

- Louisville (Kentucky)
- Cincinnati (Ohio)
- Columbus (Ohio)
- Mansfield (Ohio)
- Cleveland (Ohio)

## Zubringer und Umgehungen
- Interstate 471 im Norden Kentuckys
- Interstate 271 bei Weymouth